# Jersie
Jersie er en lille by på Østsjælland med 533 indbyggere  (2024) i Jersie Sogn. Byen tilhører Solrød Kommune og ligger i Region Sjælland.
Navnet betyder Iarps (grav)høje (Trap Danmark 2006).
I bebyggelsen finder man Jersie Kirke hvis romanske kirkeskib stammer fra år ca. 1200 og Forsamlingshuset i gule mursten er fra 1898.

## Eksterne Henvisninger
- Jersie Landsbylaugs Hjemmeside